# Leena Parkkinen

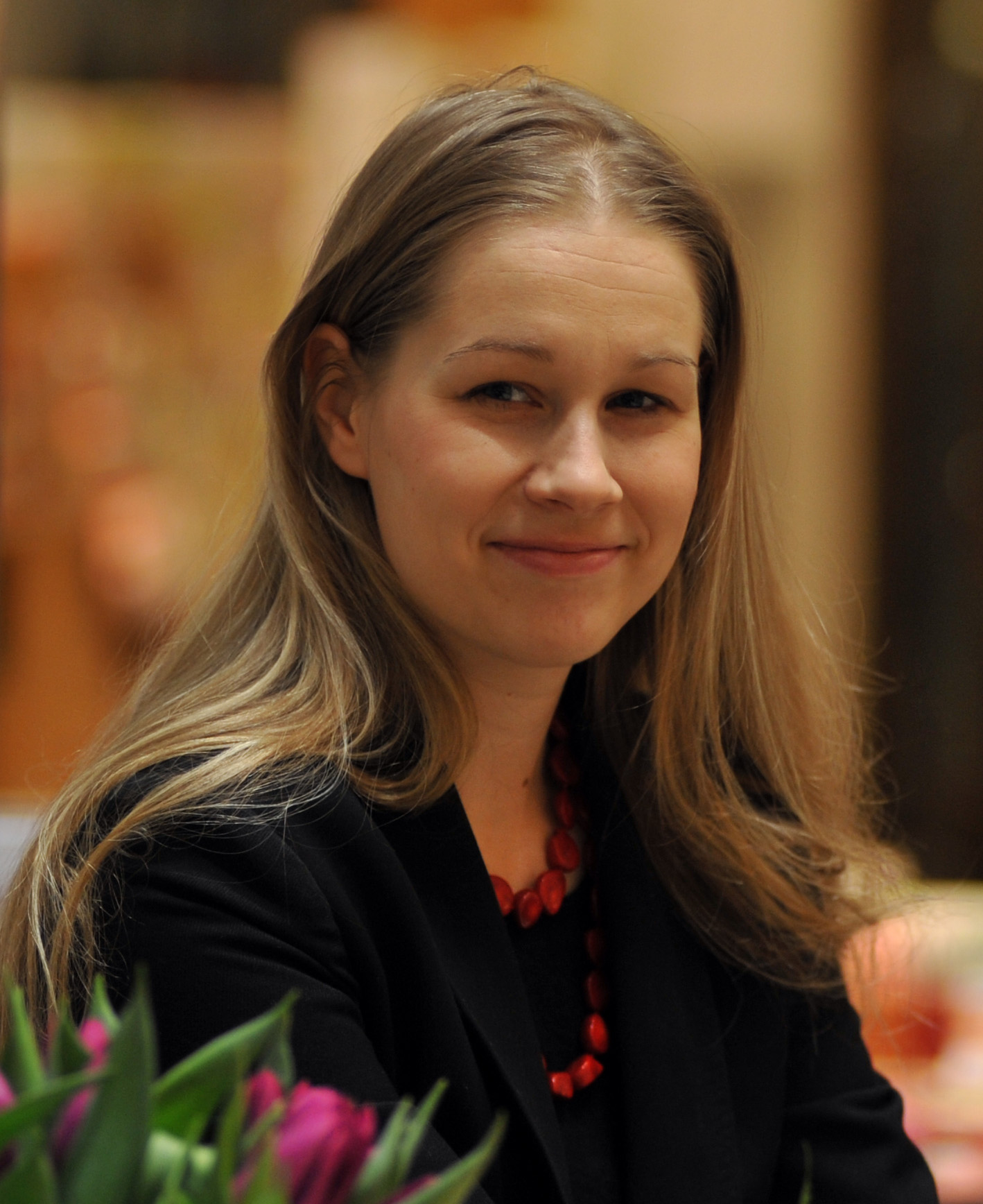
Leena Parkkinen (2010)

Leena Parkkinen (* 1979) ist eine finnische Schriftstellerin.

## Leben
Leena Parkkinen ist die Tochter des Schriftstellers Jukka Parkkinen. Sie studierte Drehbuchschreiben und Werbung an der Kunstakademie Turku und anschließend Design an der Kritischen Hochschule in Helsinki. Sie selbst arbeitete als Kellnerin, in der Werbung, freie Autorin und in einem Verlag, bevor sie 2009 mit dem Roman Sinun jälkeesi, Max als Schriftstellerin debütierte. Im selben Jahr wurde sie mit dem Helsingin-Sanomat-Literaturpreis für das beste Debüt ausgezeichnet. 2011 folgte mit Miss Milky Ray ihr erstes Kinderbuch.
Ihre ersten beiden Bücher wurden in acht Sprachen übersetzt, darunter auch ins Deutsche. Nachdem auch ihr zweiter Roman im Jahr 2013 erschienen war, wurden die Buchrechte innerhalb einer Woche nach Deutschland verkauft. Noch im selben Jahr wurde Parkkinen mit dem Kalevi-Jäntti-Preis ausgezeichnet.

## Werke (Auswahl)
- Sinun jälkeesi, Max (2009)
  - Nach dir, Max, Berlin 2012, Osburg Verlag, ISBN 978-3-940731-76-0
- Miss Milky Ray (2011)
  - Bühne frei für Magermilch, Köln 2013, Boje Verlag, ISBN 978-3-414-82115-7
- Galtbystä länteen (2013)
  - Die alte Dame, die ihren Hut nahm und untertauchte, München 2014, Limes Verlag, ISBN 978-3-8090-2646-4
- Säädyllinen ainesosa (2016)

## Auszeichnungen (Auswahl)
- Helsingin-Sanomat-Literaturpreis 2009 für „Sinun jälkeesi, Max“
- Kalevi-Jäntti-Preis 2013 „Galtbystä länteen“